# Armando Filiput
Armando Filiput, italijanski atlet, * 19. december 1923, Ronke, Italija, † 30. marec 1982.
Filiputova paradna disciplina je bil tek na 400 m z ovirami, v katerem je slavil tako na Evropskem prvenstvu 1950 kot Sredozemskih igrah 1951. Sodeloval je tudi na Poletnih olimpijskih igrah 1952.

## Kariera
Filiput je v teku na 400 m z ovirami nase opozoril že leta 1942, ko je uspešno sezono kronal z dosežkom 54,9 sekunde in prvič v karieri postal italijanski državni prvak. Leta 1946 si je naslov povrnil, med letoma 1949 in 1954 pa je bil na italijanskih državnih prvenstvih povsem dominanten. Skupaj je do leta 1954 osvojil namreč že kar 8 naslovov državnega prvaka.
Prvi mednarodni uspeh Filiputove kariere je prišel leta 1950, ko se je udeležil Evropskega prvenstva v belgijskem Bruslju. Z državnim rekordom 51,9 sekunde je osvojil prvo mesto, pred tekmovalcem iz Sovjetske zveze, Jurijem Litujevom. Filiput je na prvenstvu sodeloval tudi kot član italijanske štafete 4x400 m v postavi Baldassare Porto, Filiput, Luigi Paterlini in Antonio Siddi. Četverica je s časom 3:11,0 postavila še drugi Filiputov državni rekord prvenstva, kar pa vseeno ni bilo dovolj za zlato, saj so končali kot drugi, za britansko štafeto. 8. oktobra 1950 je Filiput v Milanu postavil še svetovni rekord na 440 jardov z ovirami, s časom 51,9.
V naslednjih letih mu kljub dominanci v domovini ni uspelo več doseči tiste forme iz leta 1950. Vseeno je leta 1951 zmagal na Sredozemskih igrah v egipčanski Aleksandriji. Na Poletnih olimpijskih igrah 1952 se je Filiput s časom 53,0 uvrstil v veliki finale, a je tam tekel slabše (54,4) in zasedel šele šesto mesto. Na igrah v Helsinkih je tekmoval tudi s štafeto 4x400 m, a se slednja ni uvrstila v finale.
Leta 1954 je Filiput na Evropskem prvenstvu v Bernu, Švica, branil naslov na 400 m z ovirami. Kljub za prejšnja leta solidnem času (52,3) pa je v svoji polfinalni skupini zasedel šele 5. mesto in tako še pred finalom sklenil svoj nastop.

## Zasebno življenje
Njegov brat, Livio Filiput, se je prav tako ukvarjal s športom, bil je nogometaš. Livio je v svoji karieri večkrat igral v Serie A, še največji vtis pa je pustil v Atleticu Arezzo ter Bariju.
Armando je bil zelo vsestranski športnik. Poleg atletike se je namreč ukvarjal še z nogometom (igral je v tretji italijanski ligi, Serie C) in košarko (nastopil tudi v Serie A).